# Urothoidae
Urothoidae es una familia de crustaceos anfípodos marinos. Sus 63 especies se distribuyen por todo el mundo.

## Clasificación
Se reconocen los siguientes géneros:
- Carangolia J.L. Barnard, 1961
- Cunicus Griffiths, 1974
- Pseudurothoe Ledoyer, 1986
- Urothoe Dana, 1852
- Urothoides Stebbing, 1891
- Urothopsis Ledoyer, 1967